# EMTÉ Supermarkten
EMTÉ Supermarkten was een Nederlandse supermarktketen die eigendom was van Sligro Food Group. De keten telde op het hoogtepunt 131 winkels in Nederland. In 2018 werd het bedrijf overgenomen door een consortium van Jumbo en Coop, de meeste vestigingen werden verbouwd tot Jumbo of Coop. De laatste winkels sloten per 1 juni 2019 hun deuren als EMTÉ.

## Geschiedenis
In 1948 begon Mechie Trommelen een slagerij in Waalwijk. Deze slagerij vormde de basis voor de latere supermarktorganisatie. Een tweede slagerij werd in Drunen geopend. Omdat een kruidenier in Drunen ook vlees ging verkopen, besloot Mechie Trommelen om in 1965 een supermarkt te openen onder de naam EM-TÉ, aanvankelijk geschreven met streepje. De naam staat voor de initialen van de oprichter: M.T. In 1969 werd een filiaal geopend in Waalwijk.
In 1986 werd EMTÉ lid van inkoopvereniging Superunie. Hierdoor was het mogelijk om producten rechtstreeks bij de fabrikant in te kopen. In Kaatsheuvel werd in 1988 een distributiecentrum geopend met een oppervlakte van 5600 m². 

### Sligro
In 2002 werd het familiebedrijf overgenomen door de Sligro Food Group, de merknaam EMTÉ bleef daarbij bestaan. De supermarktketen had voornamelijk vestigingen in Noord-Brabant en het oosten van Nederland. Doordat Sligro daarna een aantal vestigingen van de failliete supermarktketen Edah overnam groeide het aantal filialen in korte tijd van 18 naar 125.
In 2010 werden de 22 Sanders-supermarkten en een vleesverwerkingsbedrijf overgenomen door Sligro en in de keten ondergebracht. In hetzelfde jaar gingen ook 35 Golff-supermarkten over naar EMTÉ.

### Nieuwe formule
In 2015 werd in Dieren een nieuw formuleconcept geïntroduceerd. Deze vernieuwing volgde op aanhoudend tegenvallende cijfers van EMTÉ. De winkels zouden worden voorzien van een geheel nieuwe interieurstijl en ook het logo veranderde. In totaal zijn 25 winkels omgebouwd. De nieuwe formule behaalde niet de resultaten waar het Sligro om begonnen was. Hoewel analisten stelden dat een overname de beste optie zou zijn, wilde Sligro EMTÉ toen niet verkopen. Een bod van Jumbo en Coop werd afgewezen. In plaats daarvan ging het bedrijf in 2017 op zoek naar een samenwerkingspartner voor EMTÉ.

### Consortium JumboCoop
In maart 2018 werd bekend dat eigenaar Sligro Food Group de EMTÉ supermarkten, distributiecentra, de vleescentrale en alle operationele en commerciële afdelingen en activiteiten in de loop van 2018 wilde verkopen aan een gelegenheidssamenwerkingsverband van Jumbo Supermarkten en Coop. Een aantal van 79 winkels zouden overgaan naar Jumbo en 51 naar Coop. Deze beoogde overname werd door de Autoriteit Consument en Markt goedgekeurd. Voorwaarde was wel dat Jumbo drie winkels zou verkopen omdat ze anders plaatselijk een te overheersende marktpositie zou krijgen. De Jumbo-filialen in Veghel en Reusel en het EMTÉ-filiaal in Eindhoven werden daarom verkocht aan Jan Linders. Ook werd een aantal EMTÉ winkels waarvoor geen toekomst werd gezien gesloten en werd een aantal winkels door anderen overgenomen.
De distributiecentra in Kapelle en Putten en de vleescentrale in Enschede sloten begin 2019. De laatste supermarkten van EMTÉ sloten op 1 juni van dat jaar.